# Kvarteret Skatan, Stockholm
För andra betydelser, se Kvarteret Skatan (olika betydelser).

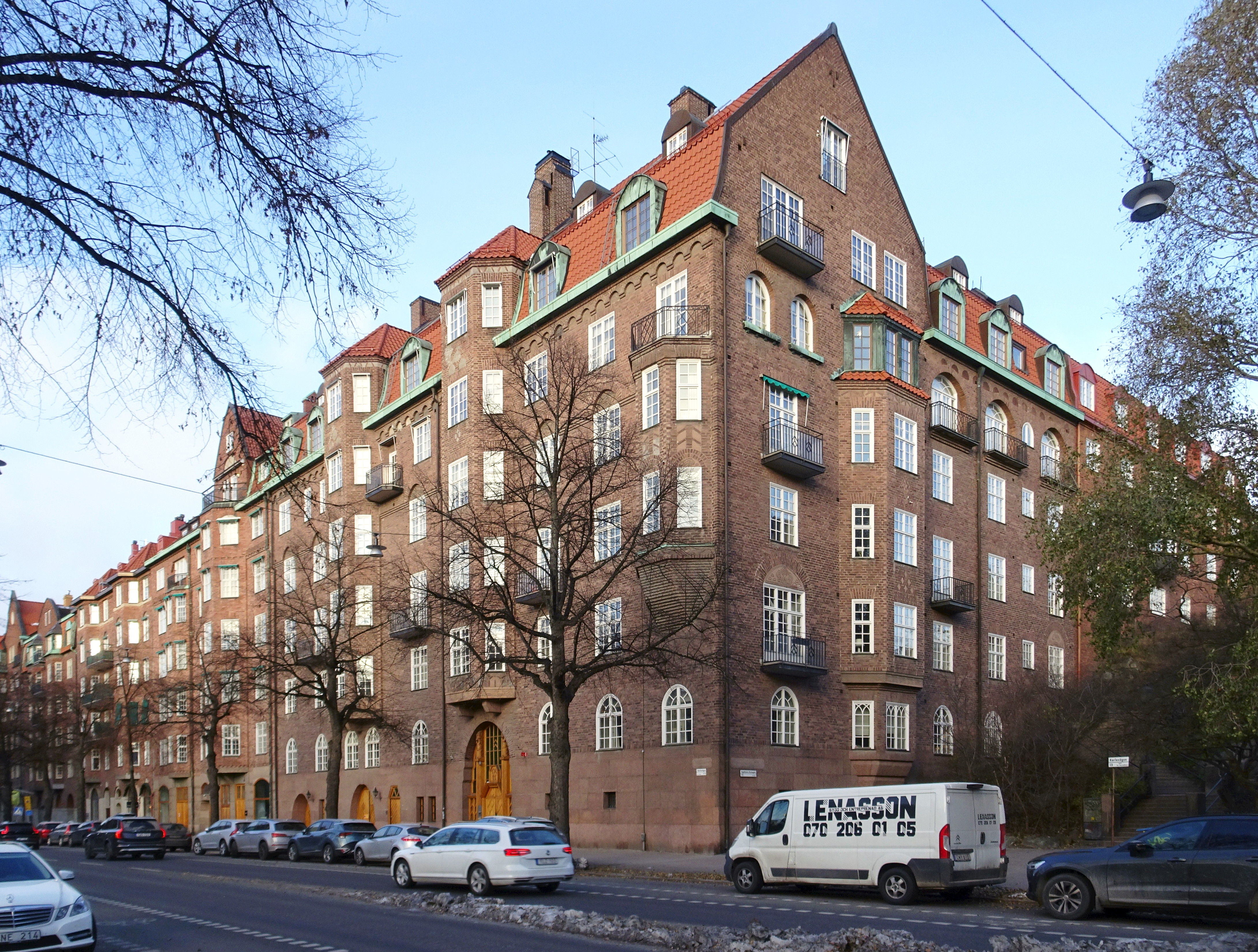
Kvarteret Skatan från Karlavägen med Skatan 1 längst fram, 2022.

Kvarteret Skatan är ett kvarter i Lärkstaden på Östermalm i Stockholms innerstad. Kvarteret bebyggdes mellan åren 1912 och 1916 och omges av Bragevägen i nordost, av Östermalmsgatan i nordväst, av Karlavägen i sydväst och av Engelbrekts Kyrkogata i sydost. Kvarteret består av elva fastigheter, Skatan 1, 3, 4, 5, 6, 7, 9, 10, 11, 12 och 13 (Skatan 2 och 8 finns inte). 

## Historik

### Stadsplanering

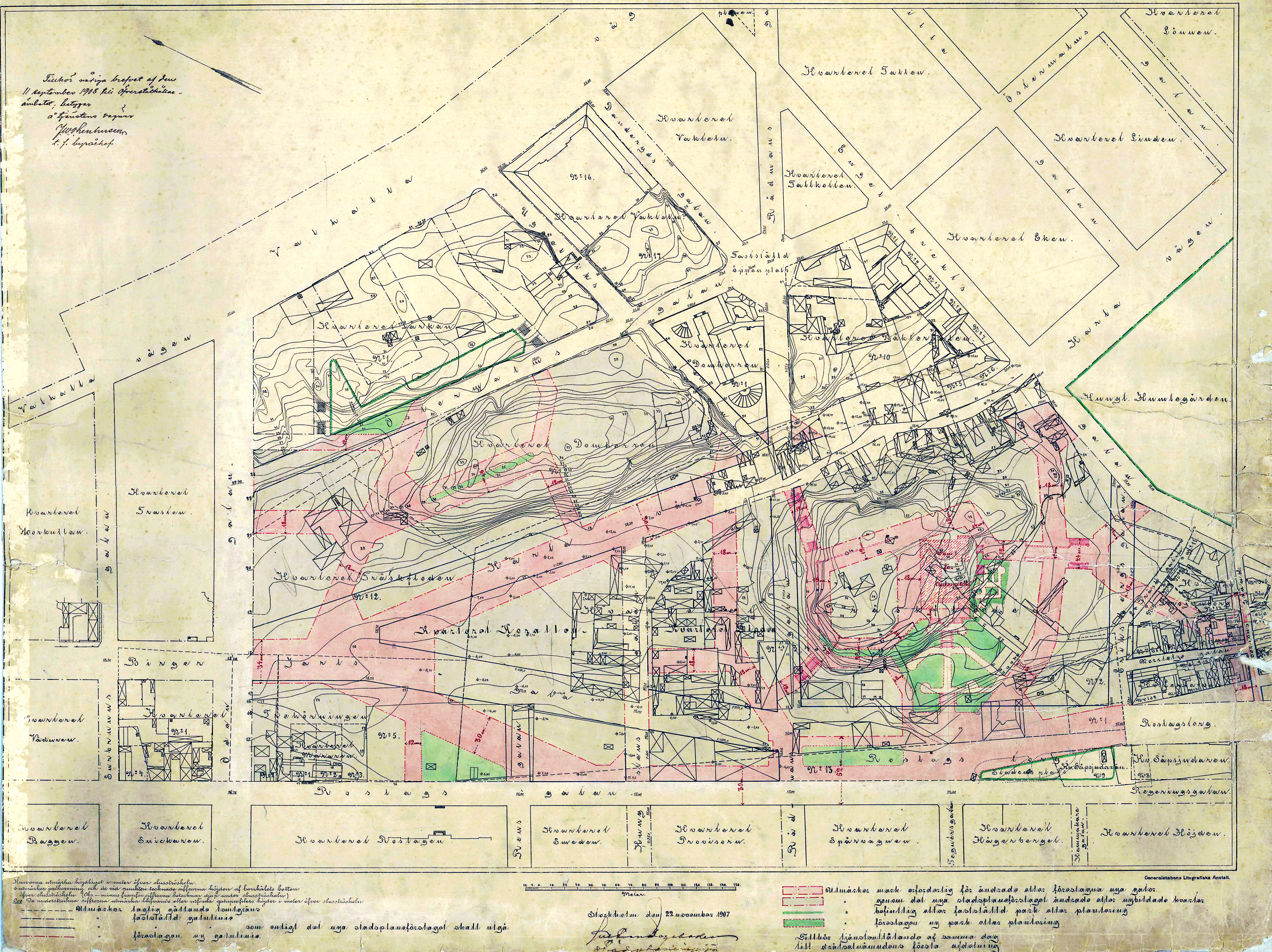
Gustaf von Segebaden stadsplan för Domherren, Lärkstaden, Eriksberg och omgivning från 1907.

Området låg i Stockholms norra utkant nära Kungliga Djurgården och skogvaktaren Lill-Jan Perssons vaktbostad (kort Lill-Jans). Diagonalt över området sträckte sig en bergsknalle kallad Kvarnberget. På dess högsta punkt (37 meter över havet) stod en stolpkvarn, ibland omtalad som Engelbrektskvarnen eller "Kvarnen närmast Lill-Jans". Den revs på 1880-talet. Här reser sig sedan 1914 Engelbrektskyrkan. Norr om Kvarnberget gick på 1860-talet den numer försvunna Västra Humlegårdsgatan och söder därom fanns de sista torrlagda resterna efter Träskfloden. Trakten bibehöll ända in på 1870-talet en mycket lantlig karaktär. Utöver kvarnen fanns bara några enstaka byggnader och tobakslador.
En första generalplan för området kring dagens Skatan presenterades av beredningsutskottet 1878 som var en bearbetning av Lindhagenplanen. Då skapades det avlånga storkvarteret Domherren som sträckte sig från Odengatan i norr, mellan Östermalmsgatan och Karlavägen och ända ner till Rådmansgatan. Kvarteret Skatan och anslutande kvarter (då fortfarande namnlösa) bildares 1908 i samband med en stadsplan för Eriksbergsområdet med omgivning som 1907 upprättats av stadsingenjören Gustaf von Segebaden. 
Hans stadsplan byggde på ett stadsplaneförslag ritat 1902 av stadsplanearkitekten Per Olof Hallman. I denna plan anpassade Hallman gatunätet till den starkt kuperade terrängen på ett sätt som tidigare inte praktiserats i Stockholm. Av storkvarteret Domherren återstod då endast den sydligaste delen där Östermalmsfängelset restes 1895–1897, idag plats för Arkitekturskolans byggnad. Domherrens norra delar styckades i fem kvarter som samtliga fick fågelrelaterade namn:
- Korsnäbben (Engelbrektskyrkan)
- Skatan
- Sidensvansen
- Lövsångaren
- Flugsnapparen

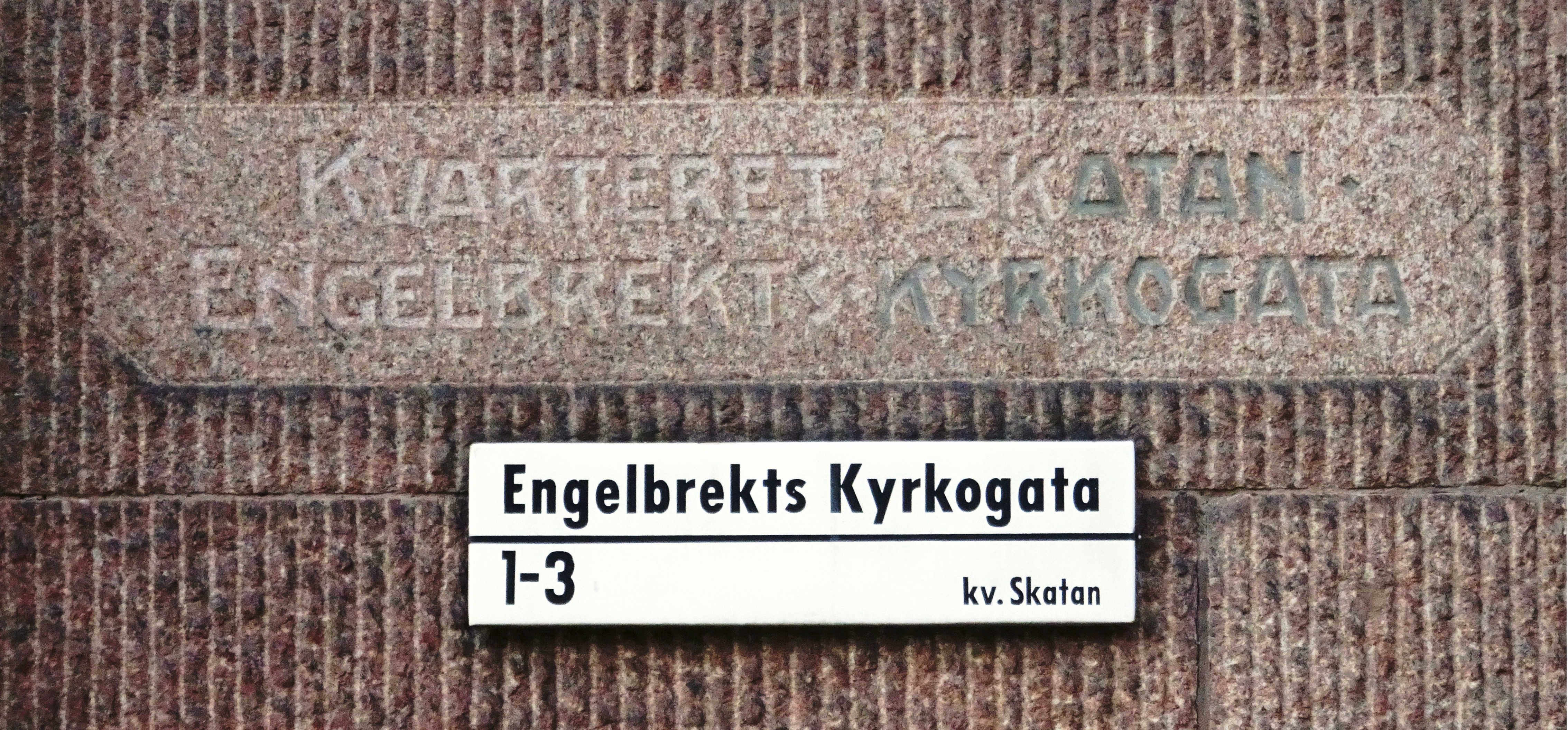
Skyltning från 1913 och från 1960-talet.

En stadsplaneändring från 1913 innebar att Bragevägens bredd minskades från 24 meter till 12 meter och husen i Engelbrektskyrkans omgivning kunde reduceras i höjd till 11 meter. Husen mot Bragevägen skulle uppföras som fristående byggnadskroppar, några som stadsvillor och de flesta som flerfamiljshus. Mellan husen och gatan lades tre meter breda förgårdar. Anledning var att nya bostadshus i kyrkans grannskap skulle förhöja den monumentala byggnadens intryck och inte förringa det. På sidan mot Karlavägen hade redan hunnit byggas ett hus (Skatan 1) i fem våningar, vilket gjorde att denna del av Skatan undantogs från de nya bestämmelserna. Här restes höga femvåningshus med hophängande och delvis samkomponerade fasader. 
Gemensamt för kvarterets byggnader gällde att fasader och tak anpassades helt till kyrkobyggnadens fasad- och takmaterial. I kvarteren Sidensvansen och Skatan användes därför endast fogstruket rött tegel. Stadsplanerarna hade på det viset skapad en på förhand konstruerad gatubild, huvudsakligen längs Bragevägen. Det var första gången detta tankesätt tillämpades i Stockholm. Från stadens sida hade man även uppmärksammat vikten av en ända in i detalj gående kontroll att byggherrar och arkitekter följde stadsplanens intentioner. När kvarteren var färdigbyggda 1917 konstaterades att försöket med de detaljerade föreskrifterna hade slagit väl ut.

Kvarterets läge på äldre kartor
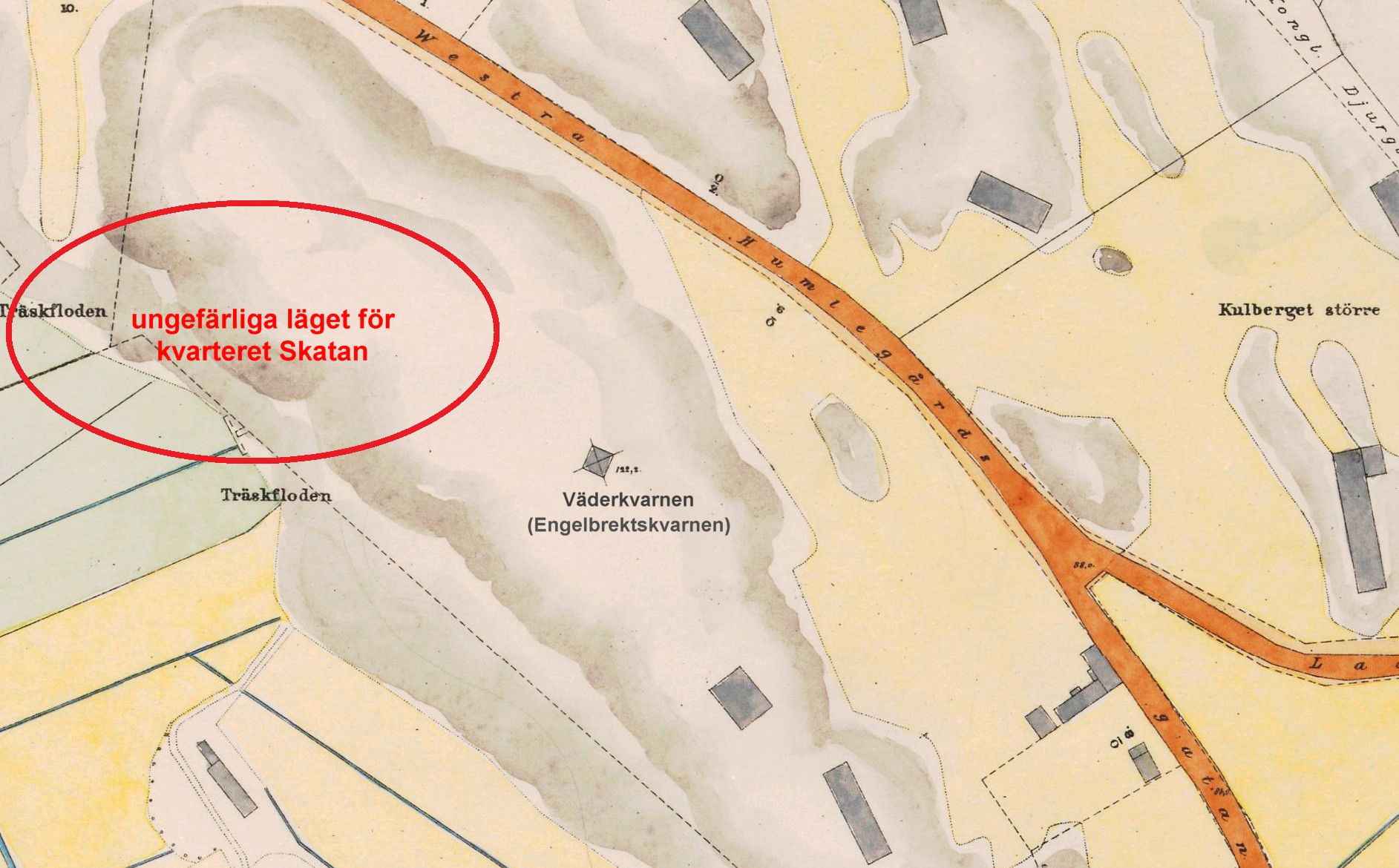
1863.
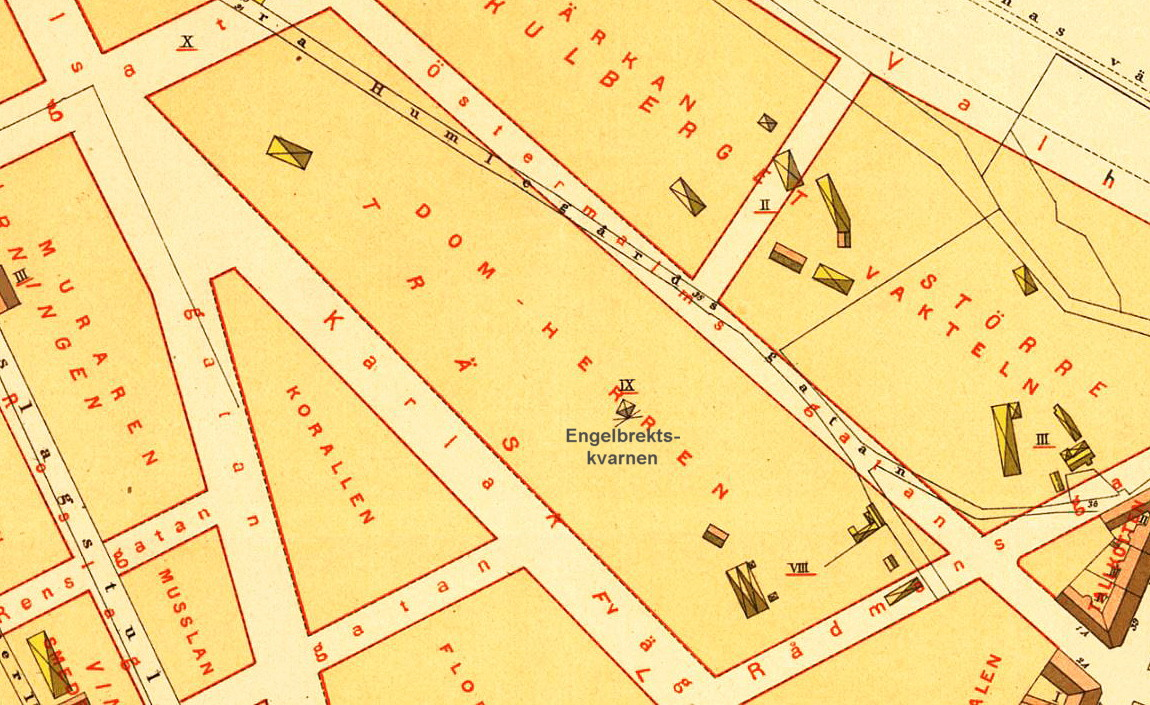
1885.
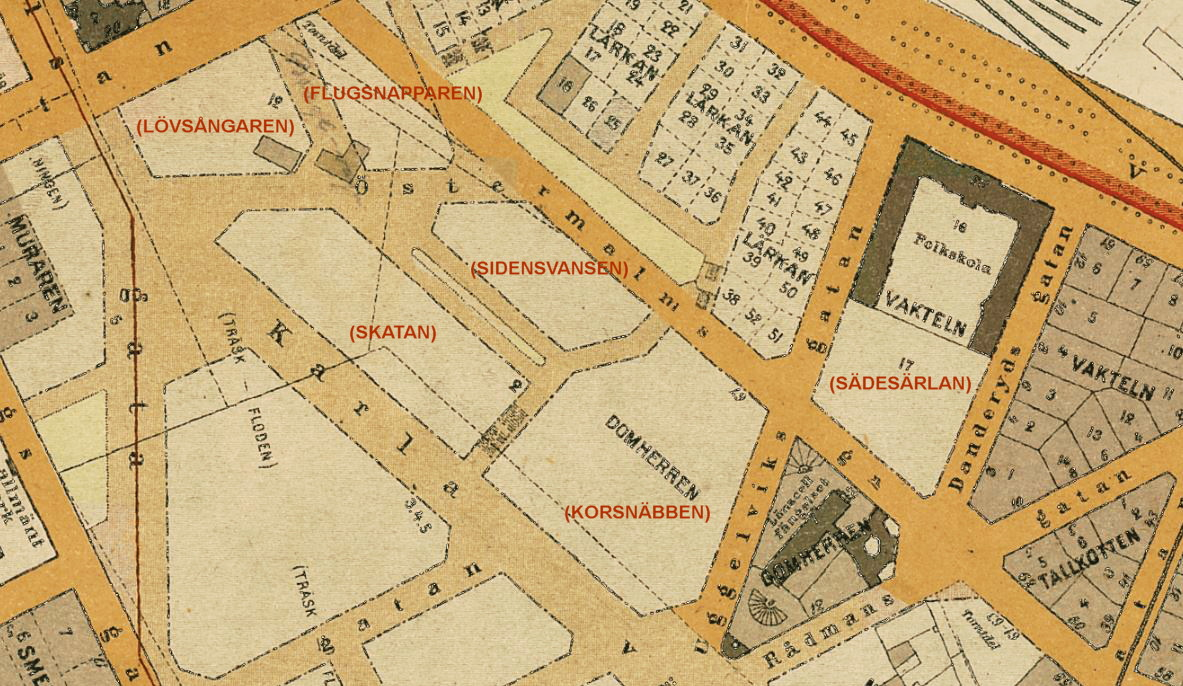
1909.
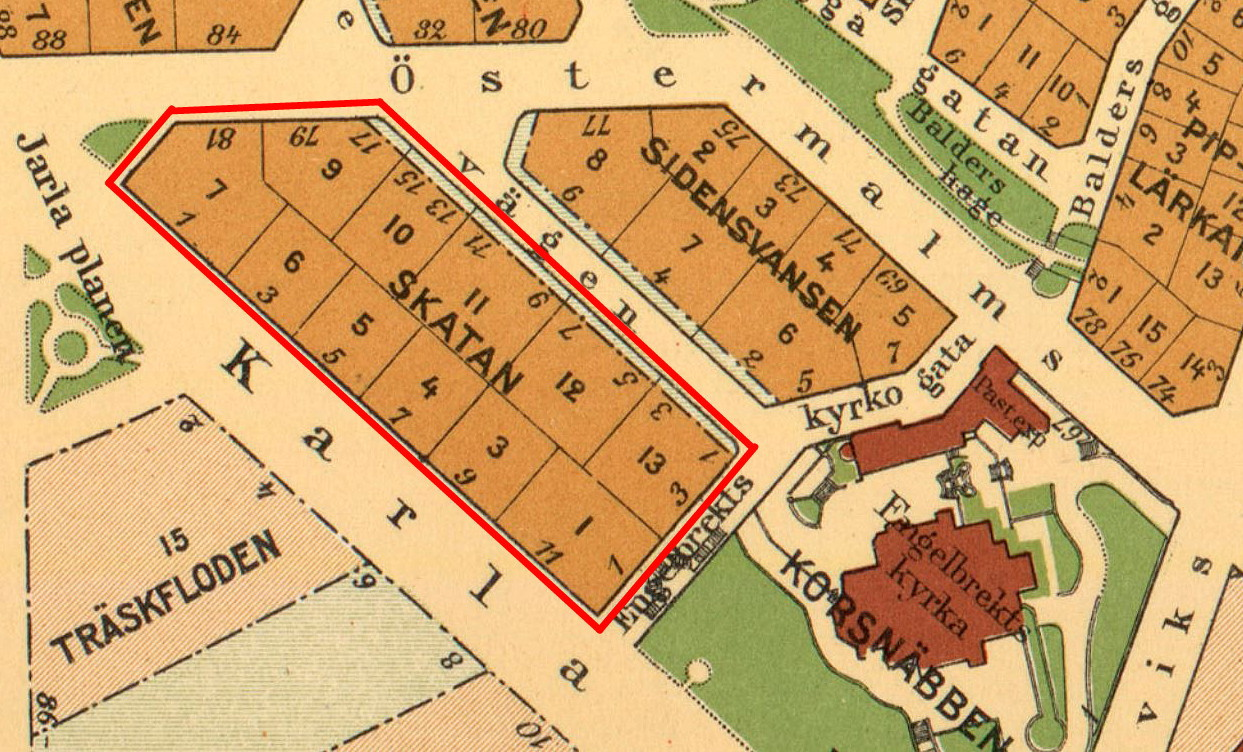
1930.

### Kulturhistorisk bedömning och arkitektur
Kvarteret Skatan ingår i ett område av Riksintresse för kulturmiljövården. Samtliga elva fastigheter är grönklassade av Stadsmuseet och anses vara "särskilt värdefulla från historisk, kulturhistorisk, miljömässig eller konstnärlig synpunkt". En viss särställning har Skatan 1 som enligt Stadsmuseet brukar beskrivas som en av de mest typiska byggnader från 1910-talet i Stockholms innerstad. Speciellt framhålls den mönstermurade fasaden, putsdekorationerna i fönstervalven, den av Ise Morssing rik skulpterade porten och tegeltaket med koppardetaljer.

### Förteckning över fastigheterna i kvarteret Skatan

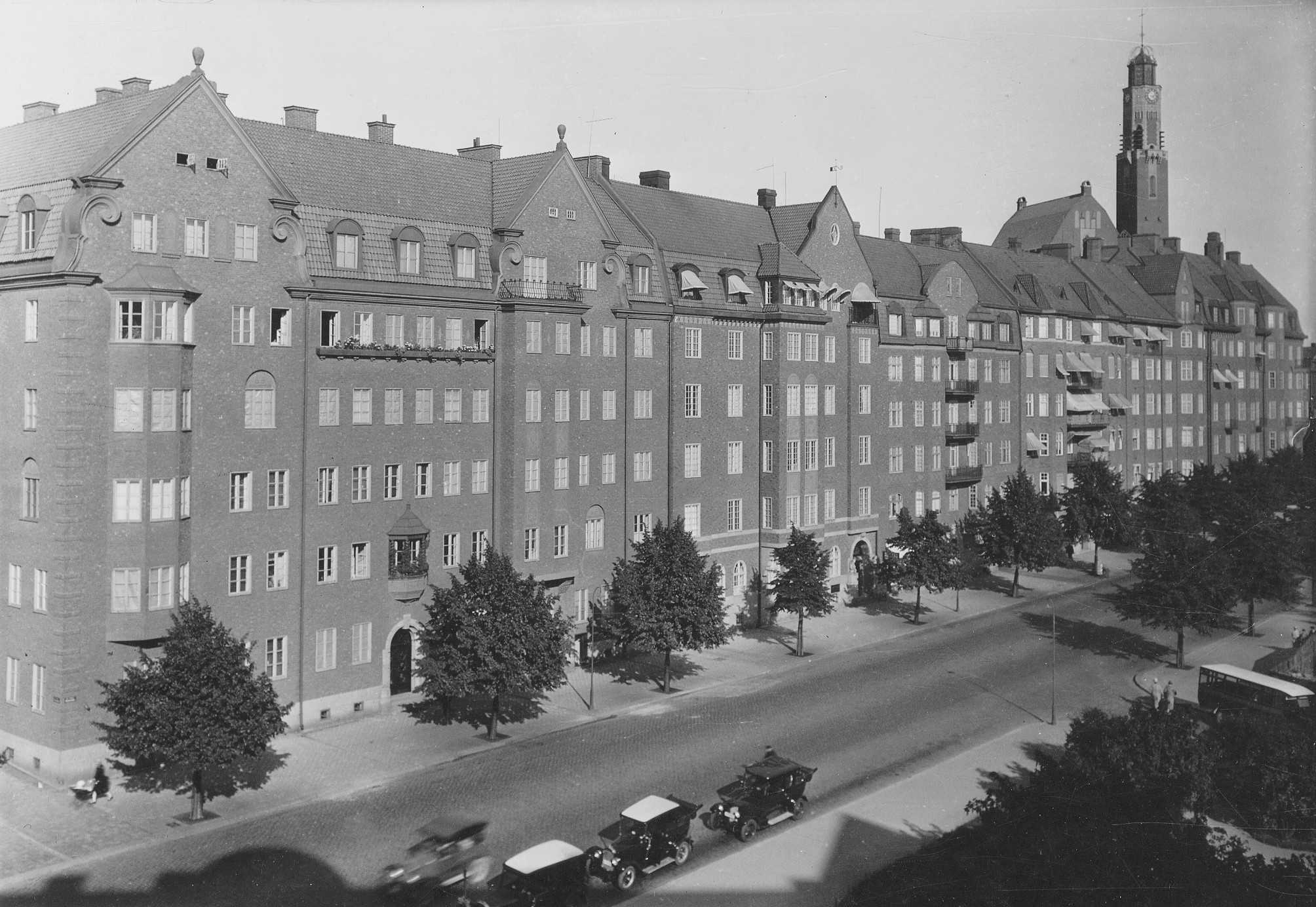
Kvarteret Skatan från Karlavägen med Skatan 7 längst fram, 1920-tal.

- Skatan 1 (Karlavägen 11), byggår 1913, arkitekt Höög & Morssing.[8]
- Skatan 3 (Karlavägen 3), byggår 1915, arkitekt Erik Boström.[9]
- Skatan 4 (karlavägen 7), byggår 1915, arkitekt David Jansson.[10]
- Skatan 5 (Karlavägen 9), byggår 1914, arkitekt Sam Kjellberg.[11]
- Skatan 6 (Karlavägen 3), byggår 1915, arkitekt Höög & Morssing.[12]
- Skatan 7 (Karlavägen 1), byggår 1916, arkitekt Per Benson.[13]
- Skatan 9 (Östermalmsgatan 4), byggår 1916, arkitekt Hjalmar Westerlund.[14]
- Skatan 10 (Bragevägen 15), byggår 1916, arkitekt Eric Svanberg.[15]
- Skatan 11 (Bragevägen 9), byggår 1915, arkitekt Hjalmar Westerlund.[16]
- Skatan 12 (Bragevägen 5-7), byggår 1915, arkitekt Ivar Engström.[17]
- Skatan 13, (Bragevägen 1-3), byggår 1916, arkitekt Anton Wallby.[18]

## Byggnader i urval

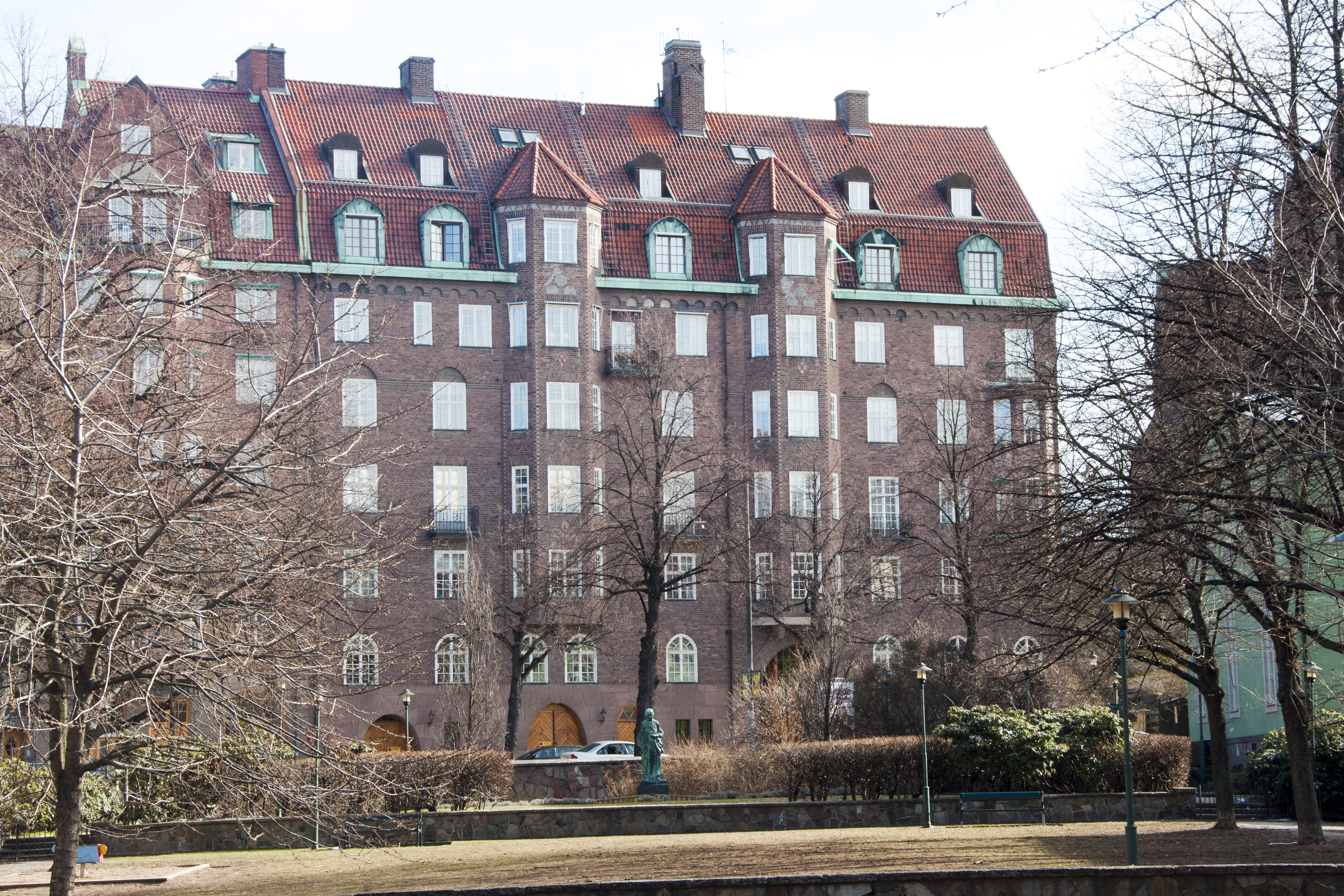
Skatan 1.
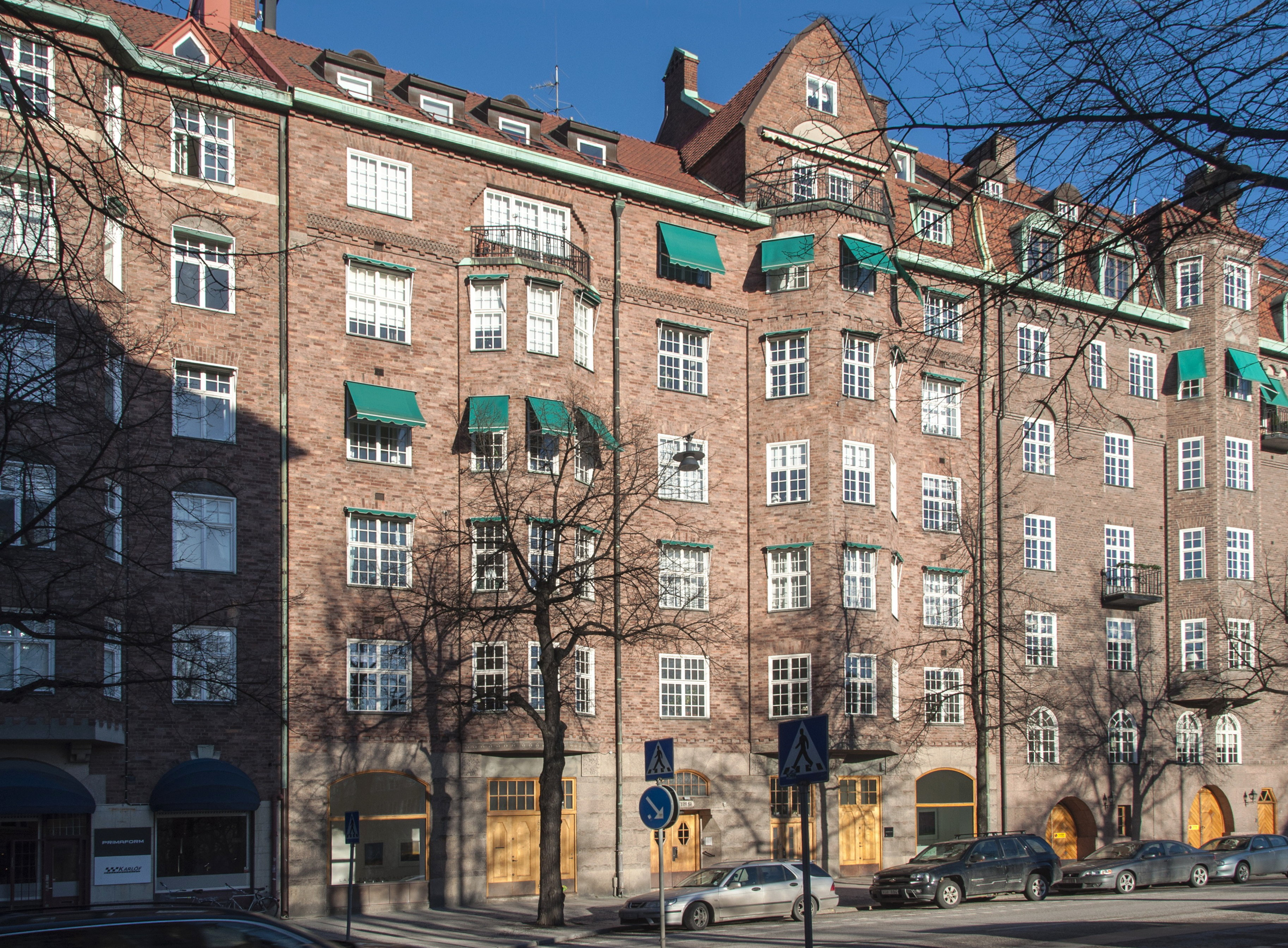
Skatan 3.
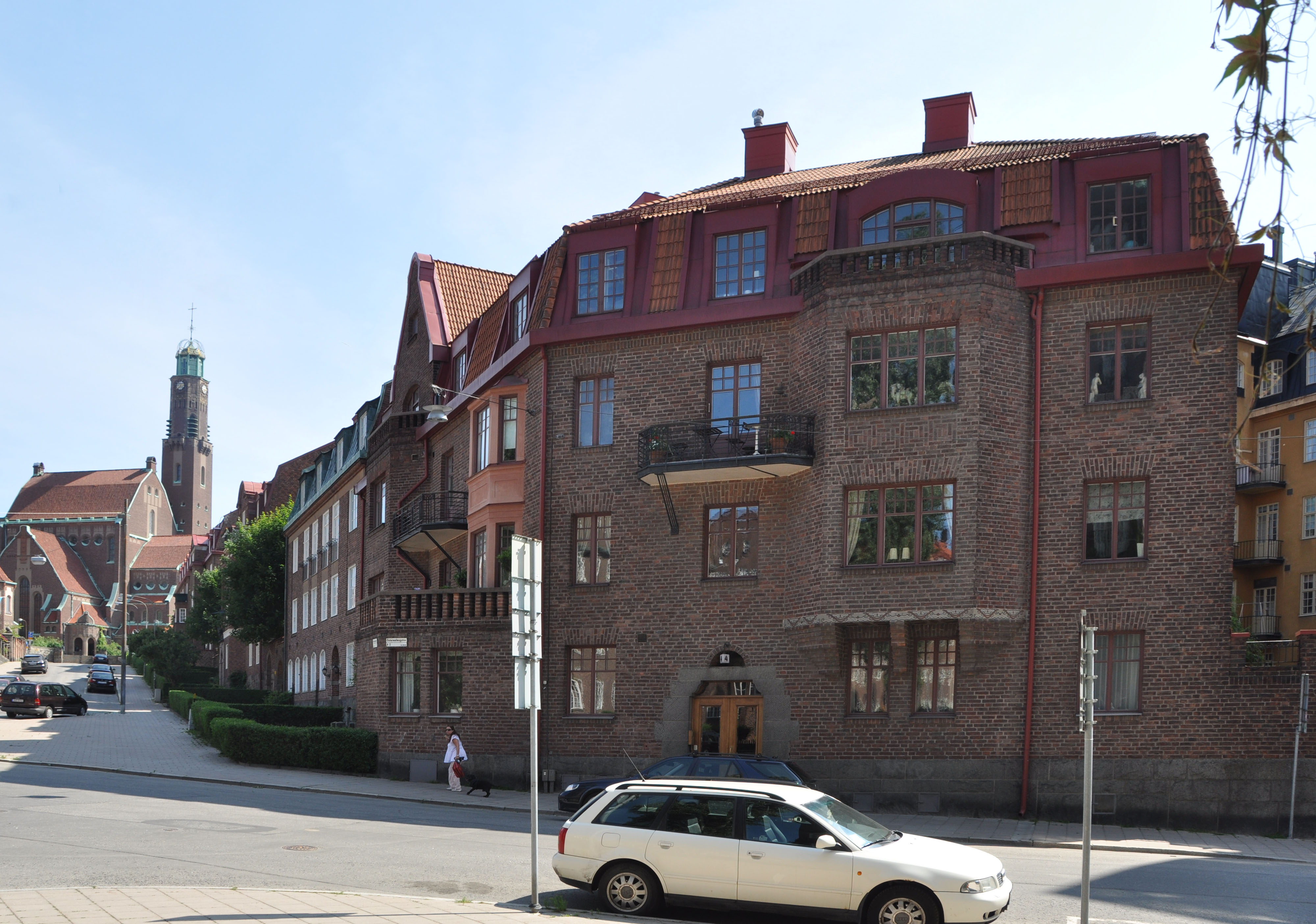
Skatan 9.
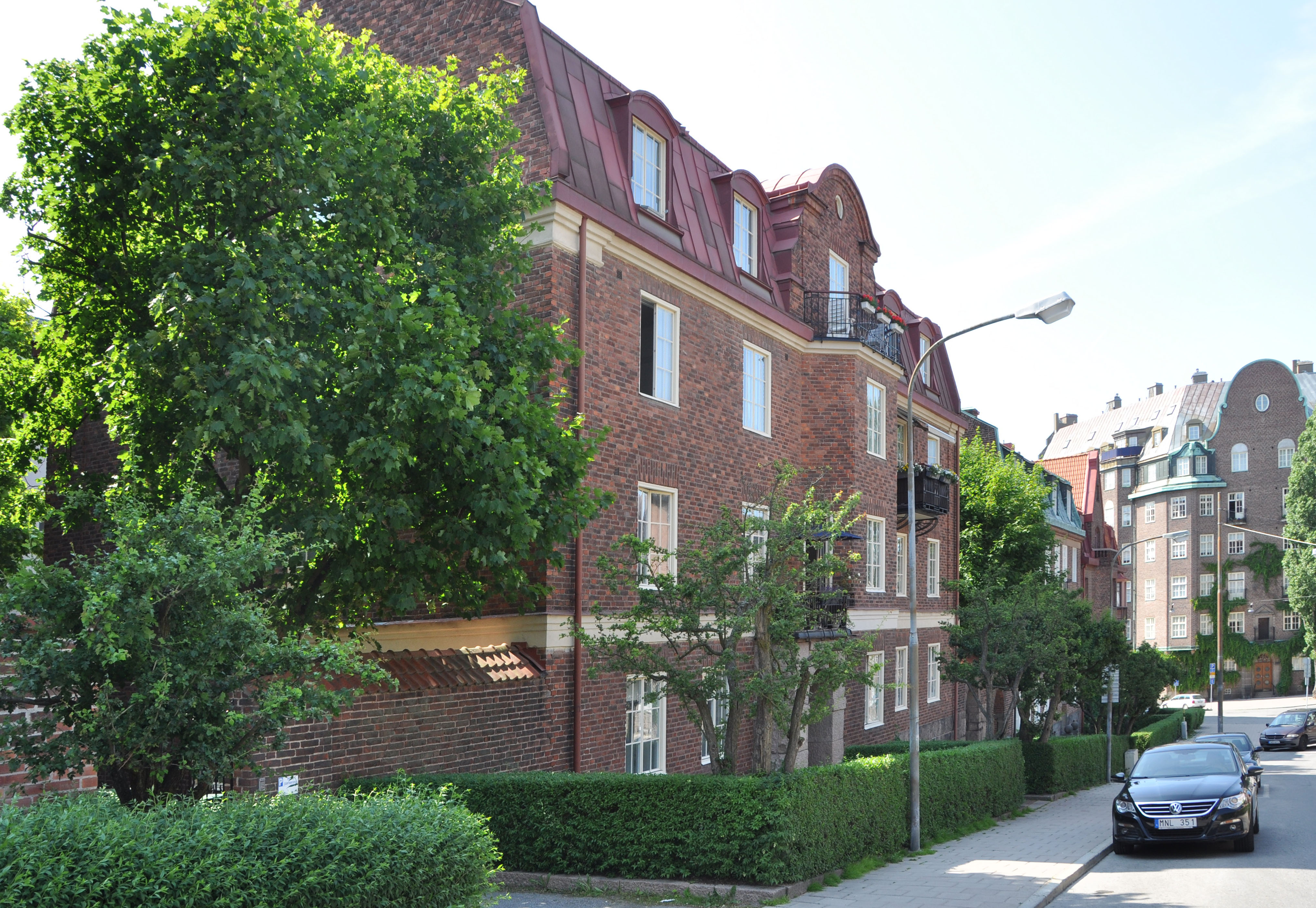
Skatan 11.
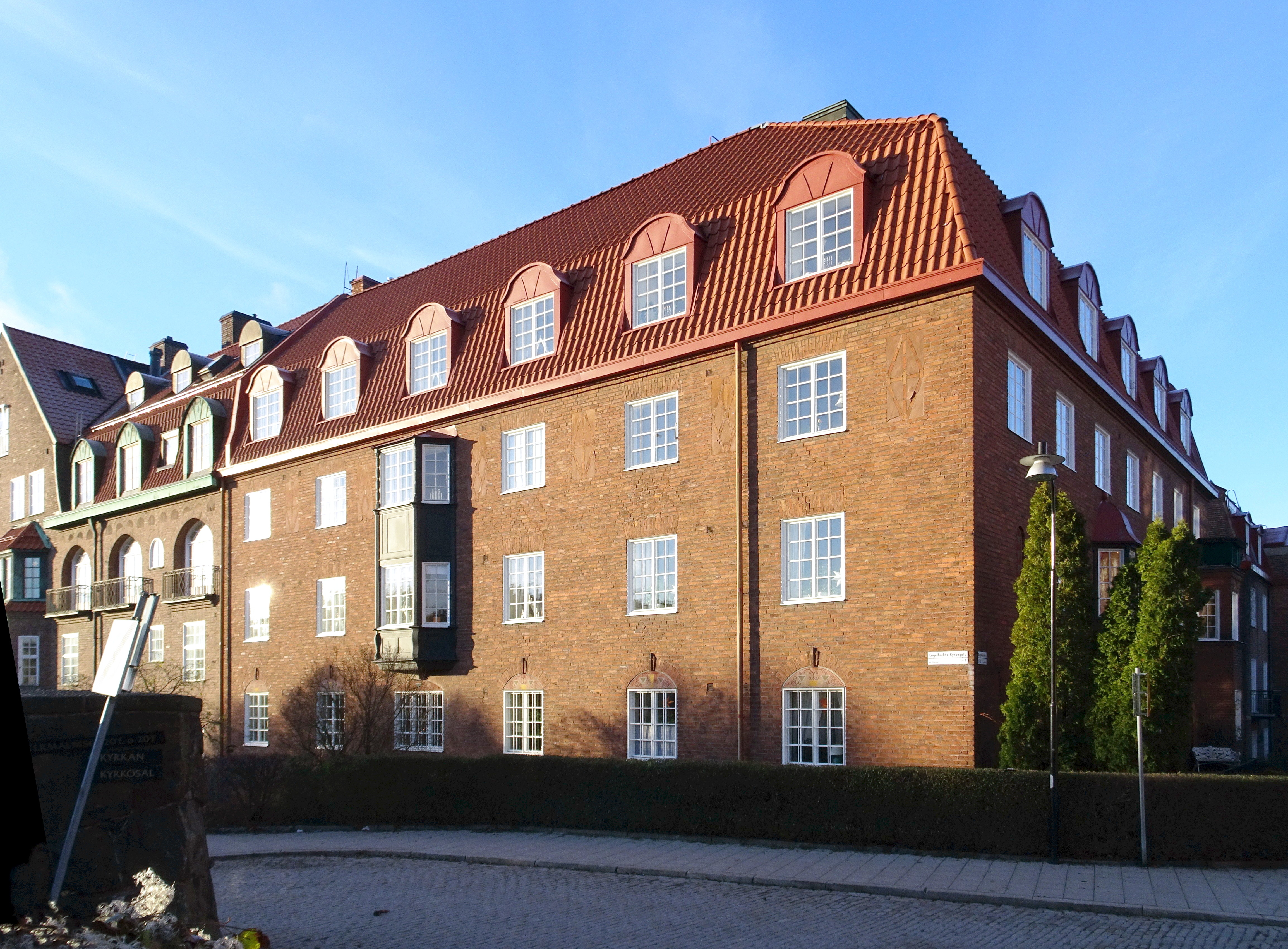
Skatan 13.